# Short Triple Tractor
El Short S.47 Triple Tractor fue uno de una serie de aviones experimentales bimotores construidos por Short Brothers en 1912. Debe su nombre a que los dos motores accionaban tres hélices tractoras.

## Diseño y desarrollo
El Triple Tractor siguió al Tandem Twin y al Triple Twin en la serie de aviones bimotores construidos por Short Brothers; la intención detrás de instalar dos motores era producir un avión capaz de mantener el vuelo en caso de que fallara un motor. Estaba propulsado por un par de motores Gnome Double Omega montados en tándem en el morro extendido del avión; el motor delantero movía una sola hélice y el otro movía un par de hélices tractoras montadas en el espacio medio entre las alas, usando cadenas. Para reducir el efecto de par de los motores rotativos, se dispusieron para que giraran en direcciones opuestas.
El fuselaje del Triple Twin era similar al de los biplanos tractores contemporáneos S.36, S.41 y S.45 construidos por Shorts, siendo un biplano biplaza de dos vanos de envergadura desigual, con el fuselaje de sección cuadrada montado en el espacio entre las alas superior e inferior. Las superficies de la cola consistían en un timón rectangular montado en el codaste del fuselaje, con un estabilizador horizontal rectangular y un elevador dividido montados delante de él en la parte superior del mismo. Los dos tripulantes estaba sentados uno al lado del otro, detrás del borde de salida de las alas.

## Historia operacional
El avión fue volado por primera vez por Frank McClean el 24 de julio de 1912, y después de un vuelo de aceptación formal realizado por el teniente C. L'Estrange-Malone, el avión fue comprado por el Almirantazgo, dándole la matrícula T.4 en la Escuela Naval de Eastchurch. El avión funcionó bien, el único problema fue la cantidad de calor generado, lo que le valió el sobrenombre de "The Field Kitchen" ("La Cocina de Campaña").

## Especificaciones
Referencia datos: Barnes 1967, p.87.

### Características generales
- Tripulación: Uno (piloto)
- Capacidad: Un pasajero
- Longitud: 12,5 m (41 ft)
- Envergadura: 14,6 m (48 ft)
- Superficie alar: 46 m² (495,2 ft²)
- Planta motriz: 2× motor rotativo de 7 cilindros refrigerado por aire Gnome Omega.
  - Potencia: 37 kW (51 HP; 50 CV) cada uno.
- Hélices: 3x bipala de paso fijo

### Rendimiento
- Velocidad máxima operativa (Vno): 97 km/h (60 MPH; 52 kt)
- Alcance: 6,5 h